# Rizon
Rizon är världens tionde största IRC-nätverk, som blivit populärt delvis på grund av de kanaler som används för att dela warez och annan upphovsrättsskyddat material.
Tidigt år 2004 blev mIRCX- och Aniverse IRC-nätverken utsatta för en DDoS-attack och tvingades lägga ner verksamheten (Aniverse återupptog verksamheten senare). Detta gjorde att ungefär 8 000-10 000 IRC-användare flyttade till Rizon. Denna flytt tvingade Rizon att öka antalen anslutna servrar och gjorde nätverket en måltavla för ytterligare DDoS-attacker.
Rizon brukar ha i genomsnitt 20 000 inloggade användare.